# Acanthospermum
Genre
Classification APG III (2009)
Acanthospermum est un genre végétal de la famille des Asteraceae.

## Liste d'espèces
Selon NCBI (14 févr. 2012) :
- Acanthospermum australe
- Acanthospermum hispidum
- Acanthospermum microcarpum

Selon ITIS (14 févr. 2012) :
- Acanthospermum australe (Loefl.) Kuntze
- Acanthospermum hispidum DC.
- Acanthospermum humile (Sw.) DC.